# Claudia Tambussi
Claudia Patricia Tambussi (* 1959 in La Plata, Provinz Buenos Aires) ist eine argentinische Paläornithologin. 

## Leben
Tambussi schloss zunächst ein Biologiestudium mit einem Diplom in Zoologie an der Facultad de Ciencias Naturales y Museo der Universidad Nacional de La Plata (FCNyM-UNLP) ab. Ab 1984 absolvierte sie ein Doktoratsstudium an derselben Institution, wo sie 1989 unter der Leitung von Eduardo Pedro Tonni mit der Dissertation Las aves del Plioceno tardío-Pleistoceno temprano de la provincia de Buenos Aires über die känozoischen Vögel der Pampa zum Ph.D. promoviert wurde. 
Seit 1990 wird sie von der argentinischen staatlichen Forschungsorganisation CONICET als wissenschaftliche Mitarbeiterin (Senior Researcher) gefördert. Von November 2007 bis April 2013 war sie Koordinatorin im Bereich Bildung und Wissenschaftsvermittlung am La-Plata-Museum (MLP). Seit Januar 2013 ist sie als Studienleiterin am Centro de Investigaciones en Ciencias de la Tierra (CICTERRA) in Córdoba tätig, wo sie die Paläobiologie ausgestorbener südamerikanischer und antarktischer Vögel, darunter Terrorvögel, Steißhühner, Pinguine, Nandus und Papageien, untersucht. 
Ihre Forschung deckt ein relativ breites Spektrum an Systematik, Phylogenie und Paläobiologie ab, einschließlich funktioneller Morphologie, Anatomie, Evolution, morphometrischer Geometrie, Biomechanik und Paläoneurologie bei fossilen Vögeln aus Südamerika und der Antarktis. Zudem gilt ihr Interesse forschungsbasierten Ansätzen in der wissenschaftlichen Bildung, der Entwicklung und Gestaltung von Ausstellungen sowie der Geschichte und dem Wesen der Wissenschaft. Tambussi hat an der UNLP und an der Universidad CAECE (Centro de Altos Estudios en Ciencias Exactas) unterrichtet. Sie hat mehr als 90 wissenschaftliche Artikel und mehrere populärwissenschaftliche Bücher veröffentlicht, darunter Dinosaurios de aqui, de alla, de verdad y de mentira (1994) und South American and Antarctic Continental Cenozoic Birds (2012).
Sie beteiligte sich an der Öffentlichkeitsarbeit und an Bildungsaktivitäten des La-Plata-Museums und ist seit 2018 Mitglied des Redaktionsausschusses der Zeitschrift PLOS ONE. Sie ist Mitglied der Society of Avian Paleontology and Evolution (SAPE) und war Mitglied von Evaluierungskommissionen des CONICET. Sie hat zahlreiche paläontologische Expeditionen durchgeführt, darunter auch Exkursionen in die Antarktis. Sie bildete zahlreiche Mitarbeiter in der Paläontologie aus, sowohl Studenten als auch Doktoranden, darunter Carolina Acosta Hospitaleche, die sich mit der Erforschung fossiler Pinguine einen Namen gemacht hatte.

## Dedikationsnamen
2021 wurde die fossile Vogelart Ueekenkcoracias tambussiae, ein Vorfahre der Rackenvögel aus dem Eozän, nach ihr benannt.

## Erstbeschreibungen von Claudia Tambussi
- Eudromia olsoni, 1985[2]
- Psilopterus colzecus, 1988[3]
- Hinasuri nehuensis, 1995[4]
- Chloephaga robusta, 1998[5]
- Delphinornis arctowskii, 2002[6]
- Delphinornis gracilis, 2002[6]
- Marambiornis exilis, 2002[6]
- Mesetaornis polaris, 2002[6]
- Crossvallia unienwillia, 2005[7]
- Vegavis iaai, 2005[8]
- Cyanoliseus patagonopsis, 2006[9]
- Tonniornis mesetaensis, 2006[10]
- Tonniornis minimum, 2006[10]
- Kelenken guillermoi, 2007[11]
- Madryornis mirandus, 2007[12]
- Llallawavis scagliai, 2015[13]
- Pseudoseisuropsis wintu, 2016[14]
- Conflicto antarcticus, 2019[15]
- Buteo dondasi, 2021[16]
- Vinchinavis paka, 2021[17]
- Yarquen dolgopolae, 2023[18]